# Lista de filmes com temática LGBT de 2025
Esta é uma lista de filmes de longa e média metragem que contém personagens e/ou temática lésbica, gay, bissexual, ou transgênera com lançamento previsto para o ano de 2025.
| Título                                                                     | Direção                                                                     | País                                                     | Gênero                                       | Elenco | Anotações |
| -------------------------------------------------------------------------- | --------------------------------------------------------------------------- | -------------------------------------------------------- | -------------------------------------------- | --- | --- |
| A metros de distancia                                                      | Tadeo Pestaña Caro                                                          | Argentina                                                | Comédia, Drama, Aventura                     | Max Suen, Jazmín Carballo, Esteban Kukuriczka, Martín Shanly, Felipe Romeo, Manuel Figuerero                                            | Frustrado com os aplicativos de namoro, um jovem gay procura por experiências reais na vida noturna de Buenos Aires                                                       |
| Les Ailes collées                                                          | Thierry Binisti                                                             | França                                                   | Drama, Romance                               | Max Libert, Alexis Rosenstiehl, Émilie Caen, Roby Schinasi, Jérémy Kapone, Julien Tortora                                               | No dia de seu casamento, um homem reencontra um antigo amor |
| Apenas Coisas Boas                                                         | Daniel Nolasco                                                              | Brasil                                                   | Drama, Romance                               | Lucas Drummond, Fernando Libonati, Liev Carlos, Renata Carvalho, Igor Leoni, Guilherme Théo                                             | Em Catalão, 1984, um homem cuida das feridas de um motociclista acidentado e os dois acabam se apaixonando                                                                |
| Ari                                                                        | Léonor Serraille                                                            | França, Bélgica                                          | Drama                                        | Andranic Manet, Pascal Rénéric, Théo Delezenne, Ryad Ferrad, Éva Lallier, Lomane de Dietrich                                            | Um jovem professor que abandona o emprego e é expulso de casa pelo pai, vaga sozinho pelas ruas e se reconecta com velhos amigos, iniciando uma jornada de autodescoberta |
| Ato noturno                                                                | Marcio Reolon, Filipe Matzembacher                                          | Brasil                                                   | Drama, Suspense                              | Gabriel Faryas, Cirillo Luna, Henrique Barreira, Ivo Müller, Larissa Sanguiné, Kaya Rodrigues                                           | Um ator e um político, ambos com um fetiche por exibicionismo, têm um caso                                                                                                |
| Batguano Returns - Roben na Estrada                                        | Tavinho Teixeira                                                            | Brasil                                                   | Drama, Fantasia                              | Tavinho Teixeira, Everaldo Pontes, Carmen Teixeira, José Carlos Teixeira                                                                | Continuação do filme Batguano de 2014 |
| The Big Johnson                                                            | Lola Rock’N’Rolla                                                           | EUA                                                      | Documentário                                 | Lady Bunny, Taylor Mac, Mario Diaz, Kevin Aviance, Heather Litteer, Beth Johnson                                                        | Sobre o músico, estilista, drag queen, e ativista Dean Johnson |
| Blind Love (失明)                                                          | Julian Chou                                                                 | Taiwan                                                   | Drama, Romance                               | Ariel Lin, Wu Ke-Xi, Jimmy Liu, Frederick Lee, Moon Lee, Wang Yu-xuan                                                                   | Um beijo inesperado revela as memórias escondidas de uma mãe |
| A Body to Live In                                                          | Angelo Madsen Minax                                                         | EUA                                                      | Documentário                                 | Fakir Musafar | Sobre Fakir Musafar, figura na comunidade de modificação corporal |
| The Boy with the Light Blue Eyes (Το αγόρι με τα γαλάζια μάτια)            | Thanasis Neofotistos                                                        | Grécia, Chipre, Macedônia do Norte, Romênia, Sérvia, EUA | Drama                                        | Konstantina Koutsonasiou | Um adolescente gay explora sua identidade dentro da atmosfera rígida de seu vilarejo                                                                                      |
| Bun Tikki                                                                  | Faraz Arif Ansari                                                           | Índia                                                    | Drama                                        | Zeenat Aman, Shabana Azmi, Abhay Deol, Lin Laishram, Anjali Anand                                                                       | Uma criança tenta descobrir sua identidade enquanto tem dificuldades de se encaixar nas normas sociais                                                                    |
| ¡Caigan las rosas blancas!                                                 | Albertina Carri                                                             | Argentina, Brasil, Espanha                               | Comédia                                      | Carolina Alamino, Mijal Katzowicz, Rocío Zuviría, María Eugenia Marcet, Luisa Gavasa, Maru Marcet                                       | Uma diretora de pornografia lésbica amadora é convidada a produzir um filme convencional de maior escala                                                                  |
| Cherri                                                                     | Fabián Suárez                                                               | Cuba, Ecuador                                            | Drama                                        | Juan Miguel Más, Noslen Sánchez, Gabriela Griffith, Véronica Díaz, Roberto Díaz Gomar, Edith Massola                                    | Um homem gay de meia-idade recebendo tratamento para sua obesidade se apaixona pelo segurança do primeiro McDonald's de Cuba                                              |
| Chica Quinqui                                                              | Alicia Bel                                                                  | Espanha                                                  | Drama                                        | Olga Navarro, Luth Inat, Ana Serrano, María Sánchez, Alba Dunas, Alicia Navarro                                                         | Após a morte do pai uma adolescente muda de bairro e de escola, onde é atormentada pelos colegas e conhece uma garota obrigada a cometer crimes por sua família           |
| Clown in a Cornfield                                                       | Eli Craig                                                                   | EUA, Reino Unido, Canadá, Luxemburgo                     | Terror, Suspense                             | Aaron Abrams, Katie Douglas, Carson MacCormac, Cassandra Potenza, Verity Marks, Bradley Sawatzky                                        | Baseado no livro homônimo de Adam Cesare |
| Come See Me in the Good Light                                              | Ryan White                                                                  | EUA                                                      | Documentário                                 | Andrea Gibson, Megan Falley | Duas poetisas diagnosticadas com um câncer incurável iniciam uma jornada através do amor, da vida, e da mortalidade                                                       |
| Companion                                                                  | Drew Hancock                                                                | EUA                                                      | Suspense, Terror, Ficção Científica, Comédia | Sophie Thatcher, Jack Quaid, Lukas Gage, Megan Suri, Harvey Guillén, Rupert Friend                                                      | [ 17 ] |
| Departures                                                                 | Lloyd Eyre-Morgan, Neil Ely                                                 | Reino Unido                                              | Drama, Comédia                               | Lloyd Eyre-Morgan, David Tag, Liam Boyle, Tyler Conti, Kerry Howard, Lorraine Stanley                                                   | Um homem fica à deriva após terminar com seu namorado dominante |
| Deux femmes en or                                                          | Chloé Robichaud                                                             | Canadá                                                   | Comédia                                      | Laurence Leboeuf, Karine Gonthier-Hyndman, Mani Soleymanlou, Sophie Nélisse, Juliette Gariépy, Félix Moati                              | Baseado no filme homônimo de 1970 |
| Dope Queens                                                                | Grafton Doyle                                                               | EUA                                                      | Suspense, Romance, Drama, Ação               | Alexandra Grey, Trace Lysette, Pierson Fodé, Kylie Sonique Love, Phil Austin, Erik Braa                                                 | Três amigas se mudam para São Francisco após se conhecerem na prisão |
| Dreamers                                                                   | Joy Gharoro-Akpojotor                                                       | Reino Unido                                              | Drama                                        | Ronkẹ Adékoluẹjo, Harriet Webb, Ann Akinjirin, Diana Yekinni, Aiysha Hart, Lucy Ware                                                    | Uma imigrante ilegal nigeriana se apaixona por outra em um centro de detenção                                                                                             |
| Duas Vezes João Liberada                                                   | Paula Tomás Marques                                                         | Portugal, Espanha                                        | Drama                                        | June João, André Tecedeiro, Jenny Larrue, Caio Amado Soares, Eloísa d'Ascensão, Tiago Aires Lêdo                                        | Uma atriz trans é escalada para interpretar Liberada, uma figura histórica não-conformadora de gênero do século XVIII, mas o espírito de Liberada parece assombrá-la      |
| Enzo                                                                       | Robin Campillo                                                              | Bélgica, França, Itália                                  | Drama                                        | Eloy Pohu, Maksym Slivinskyi, Pierfrancesco Favino, Élodie Bouchez                                                                      | Um jovem desafia as expectativas de sua família burguesa ao se tornar aprendiz de alvenaria                                                                               |
| Estrany riu                                                                | Jaume Claret Muxart                                                         | Alemanha, Espanha                                        | Drama                                        | Nausicaa Bonnín, Jordi Oriol, Jan Monter, Bernat Solé, Francesco Wenz, Roc Colell                                                       | Durante uma viagem de bicicleta com sua família, um jovem começa a encontrar um garoto misterioso ao longo do Danúbio                                                     |
| Fucktoys                                                                   | Annapurna Sriram                                                            | EUA                                                      | Comédia, Fantasia                            | Annapurna Sriram, Sadie Scott, François Arnaud, Damian Young, Big Freedia, Brandon Flynn                                                | Uma prostituta faz de tudo para se livrar de uma maldição |
| Gay Men’s Book Club                                                        | Matthew Lax                                                                 | EUA                                                      | Documentário                                 | | Uma mesa composta por homens gays de diversas idades, raças, e origens discutem o livro Elite Capture: How the Powerful Took Over Identity Politics de Olufemi O. Taiwo   |
| GEN_                                                                       | Gianluca Matarrese                                                          | Itália, França, Suíça                                    | Documentário                                 | | Em um hospital de Milão, um médico é encarregado das fertilizações in vitro e auxiliar na transição de gênero de várias pessoas                                           |
| Golf Alpha Yankee                                                          | Rick Flynn                                                                  | EUA                                                      | Documentário                                 | Carmen Molinar, Mikko Piispa | Celebra as vidas de cinco refugiados iranianos gays na Turquia |
| Heightened Scrutiny                                                        | Sam Feder                                                                   | EUA                                                      | Documentário                                 | Chase Strangio | Um advogado trans responde à nova onda de legislação e preconceito anti-trans nos Estados Unidos                                                                          |
| The History of Sound                                                       | Oliver Hermanus                                                             | EUA                                                      | Drama, Romance                               | Josh O'Connor, Paul Mescal | Inspirada em um conto homônimo de Ben Shattuck, onde dois soldados da Primeira Guerra Mundial gravam as vidas, vozes, e músicas de seus compatriotas                      |
| Homem com H                                                                | Esmir Filho                                                                 | Brasil                                                   | Biográfico, Drama                            | Jesuíta Barbosa, Jullio Reis, Hermila Guedes, André Dale, Bruno Parmera, Bruno Montaleone                                               | Cinebiografia do cantor brasileiro Ney Matogrosso |
| Homens de Barro                                                            | Angelisa Stein                                                              | Brasil, Argentina                                        | Drama, Romance                               | Gui Mallmann, João Pedro Prates, Alexandre Borin, Néstor Monasterio, Bruno Fernandes, Pedro Krieger                                     | |
| Hot Milk                                                                   | Rebecca Lenkiewicz                                                          | Reino Unido                                              | Drama                                        | Emma Mackey, Fiona Shaw, Vicky Krieps, Vincent Perez, Yann Gael, Patsy Ferran                                                           | Mãe e filha vão para Almería, onde a primeira procura uma cura para sua doença e a segunda se envolve com uma viajante de espírito livre                                  |
| The Housekeeper                                                            | Richard Eyre                                                                | Reino Unido, EUA                                         | Drama, Romance                               | Uma Thurman, Phoebe Dynevor, Anthony Hopkins                                                                                            | Uma empregada polonesa se apaixona pela escritora inglêsa Daphne du Maurier                                                                                               |
| I Really Love My Husband                                                   | G.G. Hawkins                                                                | EUA                                                      | Drama                                        | Madison Lanesey, Travis Quentin Young, Arta Gee, Lisa Jacqueline Starrett, Elizabeth de Robbins, Armodio Sophia                         | O relacionamento entre marido e mulher é testado antes e depois de um ménage à trois durante sua lua de mel em Bocas del Toro                                             |
| Janine zieht aufs Land                                                     | Jan Eilhardt                                                                | Alemanha                                                 | Drama                                        | Janine Lear, Maximilian Brauer, Adrian Wenzel, Kathrin Angerer, Pierre Emö, Daniel Zillmann                                             | [ 34 ] |
| Jimpa                                                                      | Sophie Hyde                                                                 | Austrália, Países Baixos, EUA                            | Drama                                        | Olivia Colman, John Lithgow, Aud Mason-Hyde, Daniel Henshall, Kate Box, Eamon Farren                                                    | [ 35 ] |
| Kaj ti je deklica                                                          | Urška Djukić                                                                | Eslovênia, Croácia, França                               | Drama                                        | Saša Pavček, Nataša Burger, Branko Završan, Lotos Šparovec, Saša Tabaković, Mina Švajger                                                | Uma jovem entra para o coral de sua escola católica em Ljubljana e explora seu despertar sexual através de um amizade com sua nova colega                                 |
| Kenraaliharjoitus                                                          | Paula Korva                                                                 | Finlândia                                                | Drama, Comédia, Romance                      | Iina Kuustonen, Riku Nieminen, Laura Malmivaara, Minka Kuustonen, Jasir Osman, Marc Gassot                                              | Quando o namorado de uma agente de viagens pede para abrir o relacionamento, ela conhece uma mulher poliamorosa                                                           |
| Kiss of the Spider Woman                                                   | Bill Condon                                                                 | Reino Unido, EUA                                         | Drama, Musical                               | Diego Luna, Tonatiuh, Jennifer Lopez, Bruno Bichir, Josefina Scaglione, Aline Mayagoitia                                                | Baseado no musical de 1992 de Terrence McNally, John Kander e Fred Ebb, por sua vez baseada no romance de 1976 de Manuel Puig                                             |
| Das Licht                                                                  | Tom Tykwer                                                                  | Alemanha                                                 | Drama                                        | Lars Eidinger, Nicolette Krebitz, Tala Al Deen, Julius Gause, Elke Biesendorfer, Elyas Eldridge                                         | [ 38 ] |
| Life according to the Five Dollar Guy                                      | Gary Grenier                                                                | Suíça                                                    | Documentário                                 | Eddie Spaghetti | Sobre Eddie Spaghetti, o "Cara dos 5 dólares", figura da comunidade LGBT de Silver Lake                                                                                   |
| The Light Fantastic                                                        | Chris Cottam                                                                | Reino Unido, EUA                                         | Comédia, Romance                             | Rupert Everett, Nathan Stewart-Jarrett, Jeremy Irvine, Layton Williams                                                                  | Um bombeiro de Liverpool sonha em ser um dançarino profissional de salão                                                                                                  |
| Llueve sobre Babel                                                         | Gala del Sol                                                                | Colômbia, EUA, Espanha                                   | Fantasia, Comédia, Drama                     | Jhon Narváez, John Alex Castillo, Felipe Aguilar Rodríguez, Jose Mojica, Sofia Buenaventura, Saray Rebolledo                            | Reimaginação retrofuturista do Inferno de Dante |
| The Long Road to the Director’s Chair                                      | Vibeke Løkkeberg                                                            | Noruega                                                  | Documentário                                 | Nurith Aviv, Ariel Dougherty, Karin Howard, Vibeke Løkkeberg, Annabella Miscuglio, Helke Sander                                         | Sobre o Primeiro Seminário Internacional de Cinema Feminino organizado em Berlim em 1973                                                                                  |
| Lost and Found in Paris                                                    | Rupert Everett                                                              | Reino Unido                                              | Drama                                        | John Malkovich, Kristin Scott Thomas, Rupert Everett, Kit Clarke                                                                        | Na Paris de 1977, um jovem estudante de arte acaba se envolvendo na rivalidade entre os designers de moda                                                                 |
| Lurker                                                                     | Alex Russell                                                                | EUA, Itália                                              | Drama, Suspense                              | Théodore Pellerin, Archie Madekwe, Sunny Suljic, Cam Hicks, Chaize Macklin, Zack Fox                                                    | Um homem se infiltra no círculo íntimo de uma estrela em ascenção, mas logo percebe que não é tão indinspensável quanto acredita                                          |
| Madfabulous                                                                | Celyn Jones                                                                 | Reino Unido                                              | Drama                                        | Callum Scott Howells, Ruby Stokes, Rupert Everett, Paul Rhys, Louis Hynes, Louise Brealey                                               | No século XIX, um homem ecêntrico herda o marquesado de Anglesey |
| Magic Farm                                                                 | Amalia Ulman                                                                | EUA, Argentina, Reino Unido                              | Comédia, Drama                               | Chloë Sevigny, Alex Wolff, Simon Rex, Joe Apollonio, Camila del Campo, Amalia Ulman                                                     | Uma equipe de filmagem acaba no país errado enquanto tenta entrevistar um músico                                                                                          |
| Manok (이반리 장만옥)                                                      | Lee Yu-jin                                                                  | Coreia do Sul                                            | Drama, Comédia                               | Yang Mal-bok, Sung Jae-yun, Park Wan-kyu                                                                                                | A dona de um bar lésbico volta para sua cidade natal e desafia seu ex-marido pelo cargo de prefeita                                                                       |
| Mi cielo tu infierno                                                       | Alberto Evangelio                                                           | Espanha                                                  | Drama, Suspense, Romance                     | Tania Fortea, Sandra Cervera, Víctor Palmero, Antonio Hortelano, Enric Benavent, Rosana Espinós                                         | Em Valência, duas mulheres vivem um amor proibido durante três décadas do regime franquista                                                                               |
| Mi pecho está lleno de centellas                                           | Gal Castellanos                                                             | México                                                   | Documentário                                 | María del Pilar Castañeda, Gal Castellanos                                                                                              | [ 49 ] |
| Midnight in Bali                                                           | Razka Robby Ertanto                                                         | Indonésia                                                | Drama                                        | Juan Bio One, Tatjana Saphira, Luna Maya, Carissa Perusset, Donny Damara, Valentine Payen                                               | Uma performer trans começa a expressar sua dor e raiva com a ajuda de uma cineasta                                                                                        |
| La misma estación                                                          | Ruth Caudeli                                                                | Colômbia                                                 | Drama                                        | Silvia Santamaría, Ana María Otálora, Camila Pujana, Marcela Robledo, David Moncada Varela, Camila Vallejo                              | Atrizes que fazem parte de um grupo de teatro dirigido por um homem descobrem que todas sofreram algum tipo de abuso                                                      |
| La mitad de Ana                                                            | Marta Nieto                                                                 | Espanha                                                  | Drama                                        | Marta Nieto, Noa Álvarez, Nahuel Pérez Biscayart, Sonia Almarcha, Gerard Oms, Amaia Miranda                                             | Uma mãe tenta entender seu filho trans |
| Molt Lluny                                                                 | Gerard Oms                                                                  | Espanha, Países Baixos                                   | Drama                                        | Mario Casas, David Verdaguer, Ilyass El Ouahdani, Raúl Prieto, Jetty Mathurin, Hanneke van der Paardt                                   | Um torcedor do RCD Espanyol viaja para Utrecht para ver uma partida de seu time e decide ficar na cidade para se descobrir                                                |
| Monk in Pieces                                                             | Billy Shebar                                                                | EUA, Alemanha, França                                    | Documentário                                 | Meredith Monk, David Byrne, Björk, Joanna Lynn-Jacobs                                                                                   | Sobre a compositora, cantora, performer e artista multidisciplinar Meredith Monk                                                                                          |
| Mother Mary                                                                | David Lowery                                                                | Reino Unido, EUA                                         | Drama                                        | Anne Hathaway, Michaela Coel, Hunter Schafer, Isaura Barbé-Brown                                                                        | Segue o relacionamento entre uma musicista e uma estilista famosa |
| Move Ya Body: The Birth of House                                           | Elegance Bratton                                                            | EUA                                                      | Documentário                                 | | Sobre as origens da música house |
| Museo de la noche                                                          | Fermín Eloy Acosta                                                          | Argentina                                                | Documentário                                 | Leandro Katz | O fotógrafo Leandro Katz se junta a uma compania teatral experimental entre 1970 e 1976                                                                                   |
| A natureza das coisas invisíveis                                           | Rafaela Camelo                                                              | Brasil, Chile                                            | Drama                                        | Laura Brandão, Larissa Mauro, Serena, Camila Márdila, Aline Marta                                                                       | Duas meninas fazem amizade dentro de um hospital |
| Niñxs                                                                      | Kani Lapuerta                                                               | México, Alemanha                                         | Documentário                                 | | Na cidade de Tepoztlán, uma adolescente passa por sua transição de gênero                                                                                                 |
| Una Noche en Paladium                                                      | Francisco Novick                                                            | Argentina                                                | Documentário                                 | | Sobre a discoteca, fundada em 1985 em Buenos Aires |
| Nymphs on Granite Rock                                                     | Persephone Dunn                                                             | EUA                                                      | Drama, Comédia                               | Poppy Grace, Buck Evie, Cameron Milo Richards, Emily Huse, Owen Fleet, Brien Schiappa-Dunn                                              | Uma adolescente passa seu primeiro verão longe da família na casa no lago vazia de sua avó                                                                                |
| Oben Ohne                                                                  | Juan Alejandro Bermudez, Anna-Katharina Schröder, Isis Rampf, Willi Andrick | Alemanha                                                 | Drama                                        | Isabella Krieger, Thea Ehre, Paula Essam, Deniz Arora, Kristina Maca, Lilo Karsten                                                      | Uma ginecologista procurando alívio na vida noturna de Berlim e uma gerente de boate trans lidando com a maternidade lutam pelos direitos de seus próprios corpos         |
| On sera heureux                                                            | Léa Pool                                                                    | Canadá, Luxemburgo                                       | Drama                                        | Mehdi Meskar, Alexandre Landry, Shiva Gholamianzadeh, Jérôme Varanfrain, Joël Delsaut, Céline Bonnier                                   | Para evitar que seu namorado iraniano seja deportado, um imigrante marroquino em Montreal seduz um oficial de imigração canadense                                         |
| The One Hundred Nights of Hero                                             | Julia Jackman                                                               | Reino Unido                                              | Fantasia, Romance                            | Maika Monroe, Emma Corrin, Nicholas Galitzine, Markella Kavenagh, Charli xcx, Felicity Jones                                            | Adaptação da graphic novel homônima de Isabel Greenberg |
| One of Them Days                                                           | Lawrence Lamont                                                             | EUA                                                      | Comédia                                      | Keke Palmer, SZA, Maude Apatow, Lil Rel Howery, Janelle James, Katt Williams                                                            | Quando o namorado de uma delas gasta o dinheiro do aluguel, duas amigas passam por extremos para evitar serem expulsas de seu apartamento                                 |
| Other People's Bodies                                                      | Alan Brown                                                                  | EUA                                                      | Drama                                        | McKinley Belcher III, Jasai Chase-Owens, Annie Parisse, A.J. Shively, Adam Jepsen, Julienne Hanzelka Kim                                | Versão gay do filme francês La piscine de 1969 |
| Outerlands                                                                 | Elena Oxman                                                                 | EUA                                                      | Drama                                        | Asia Kate Dillon, Louisa Krause, Ridley Asha Bateman, Lea DeLaria, Daniel K. Isaac, Melinda Meeng                                       | [ 66 ] |
| The Parenting                                                              | Craig Johnson                                                               | EUA                                                      | Comédia, Terror                              | Brandon Flynn, Nik Dodani, Brian Cox, Edie Falco, Lisa Kudrow, Dean Norris                                                              | trad. Um Terror de Parentes Um casal gay organiza um fim de semana para apresentar seus pais, mas a casa que alugaram é assombrada                                        |
| Pédale Rurale                                                              | Antoine Vazquez                                                             | França                                                   | Documentário                                 | | Um grupo organiza a primeira parada LGBT de Périgord vert |
| Peter Hujar’s Day                                                          | Ira Sachs                                                                   | EUA, Alemanha                                            | Drama                                        | Ben Whishaw, Rebecca Hall | Uma conversa entre o fotógrafo Peter Hujar e sua amiga, Linda Rosenkrantz, em 1974                                                                                        |
| Plainclothes                                                               | Carmen Emmi                                                                 | Reino Unido, EUA                                         | Drama, Romance, Suspense                     | Tom Blyth, Russell Tovey, Amy Forsyth, Maria Dizzia, Christian Cooke, Gabe Fazio                                                        | Um policial à paisana é designado para atrair e prender homens gays, porém acaba se apaixonando por um dos alvos                                                          |
| ¡Quba!                                                                     | Kim Anno                                                                    | Cuba, EUA                                                | Documentary                                  | Adela Hernandez, Ramon Silverio, Isel Calzadilla, Ulises Padron Suarez, Las Isabellas, Ana Canet                                        | Sobre a comunidade queer de Cuba |
| Queens of the Dead                                                         | Tina Romero                                                                 | EUA                                                      | Terror, Comédia                              | Katy O'Brian, Margaret Cho, Brigette Lundy-Paine, Cheyenne Jackson, Nina West, Jaquel Spivey                                            | Um grupo eclético de drag queens, ratos de boate, e amigos/inimigos devem ignorar suas desavenças para combater uma horda de zumbis                                       |
| Queer as Punk                                                              | Yihwen Chen                                                                 | Malásia, Indonésia                                       | Documentário                                 | | Apesar da homossexualidade ser criminalizada no país, a primeira banda punk queer da Malásia sai em turnê                                                                 |
| Queerpanorama (眾生相)                                                     | Jun Li                                                                      | Hong Kong, EUA                                           | Drama                                        | Jayden Cheung, Erfan Shekarriz, Arm Anatphikorn, Zenni Corbin, Wang Ko-Yuan, Arhura Mazda                                               | Um homem gay assume a identidade de outros após encontros sexuais |
| The Red Envelope (ซองแดงแต่งผี)                                              | Chayanop Bunprakob                                                          | Tailândia                                                | Comédia, Terror                              | Putthipong Assaratanakul, Krit Amnuaydechkorn                                                                                           | Remake do filme taiwanês Marry My Dead Body de 2022 |
| Le rendez-vous de l'été                                                    | Valentine Cadic                                                             | França                                                   | Drama, Comédia                               | Blandine Madec, India Hair, Arcadi Radeff, Matthias Jacquin, Lou Deleuze, Béryl Gastaldello                                             | trad. As férias de verão Uma mulher da Normandia visita Paris para ver os Jogos Olímpicos de Verão de 2024                                                                |
| Row of Life                                                                | Soraya Simi                                                                 | EUA                                                      | Documentário                                 | Angela Madsen, Debra Madsen, Miles Muzio                                                                                                | A remadora paraolímpica Angela Madsen embarca em uma jornada solitária através do Oceano Pacífico                                                                         |
| Sabar Bonda (साबर बोंडा)                                                       | Rohan Kanawade                                                              | Índia                                                    | Drama, Romance                               | Bhushan Bhingarkar, Suraj Shinde, Jayshri Jagtap                                                                                        | Um homem da cidade vai ao campo para enterrar seu pai e se aproxima de um fazendeiro                                                                                      |
| Sally                                                                      | Cristina Costantini                                                         | EUA                                                      | Documentário                                 | | Sobre Sally Ride, a primeira mulher americana a ir ao espaço, e seu romance secreto com outra mulher                                                                      |
| Satanische Sau                                                             | Rosa von Praunheim                                                          | Alemanha                                                 | Documentário                                 | Armin Dallapiccola, Emanuela von Frankenberg, Anton Andreew, Edie Samland, Emilio De Marchi                                             | Representação da vida do diretor |
| Satisfaction                                                               | Alex Burunova                                                               | EUA, Ucrânia                                             | Drama                                        | Emma Laird, Fionn Whitehead, Zar Amir Ebrahimi, Adwoa Aboah                                                                             | Em Antiparos, uma inglesa casada encontra uma mulher enigmática |
| Sauna                                                                      | Mathias Broe                                                                | Dinamarca                                                | Drama, Romance                               | Magnus Juhl Andersen, Nina Rask, Dilan Amin, Klaus Tange, Peter Oliver Hansen, Morten Burian                                            | Um jovem procurando uma comunidade ao trabalhar em uma sauna gay se apaixona por um homem trans                                                                           |
| The Secret of Me                                                           | Grace Hughes-Hallett                                                        | Reino Unido                                              | Documentário                                 | | Nos anos 90, uma universitária de Baton Rouge descobre que é intersexo |
| She's the He                                                               | Siobhan McCarthy                                                            | EUA                                                      | Comédia                                      | Misha Osherovich, Nico Carney, Suzanne Cryer, Mark Indelicato, Malia Pyles, Emmett Preciado                                             | Dois adolescentes fingem se mulheres trans para pregar uma peça, mas um deles descobre que realmente é trans no processo                                                  |
| Sirens Call                                                                | Miriam Gossing, Lina Sieckmann                                              | Alemanha, Países Baixos                                  | Documentário, Ficção Científica, Drama       | | Docuficção sobre a subcultura dos sereistas |
| Situationship                                                              | Jade Winters                                                                | Reino Unido                                              | Romance                                      | Helen Laurens, Sapphire Brewer-Marchant, Rosa Armstrong, Christina Baston                                                               | Após se mudar com sua irmã, uma mulher se apaixona pela outra colega de quarto desta                                                                                      |
| Skiff                                                                      | Cecilia Verheyden                                                           | Países Baixos                                            | Drama                                        | Femke Vanhove, Lina Miftah, Natali Broods, Jeroen Van der Ven                                                                           | Uma adolescente desenvolve sentimentos pela namorada de seu irmão mais velho                                                                                              |
| Sobre las olas                                                             | Horacio Alcalá                                                              | México, Espanha, França                                  | Drama, Suspense                              | Ángeles Cruz, Roko, Alejandra Herrera, Eugenio Rubio, Nacho Guerreros, Joaquín de Luz                                                   | [ 87 ] |
| Speak.                                                                     | Jennifer Tiexiera, Guy Mossman                                              | EUA                                                      | Documentário                                 | | Cinco estudantes do ensino médio se preparam para a maior competição de oratória do mundo                                                                                 |
| Starwalker                                                                 | Corey Payette                                                               | Canadá                                                   | Musical                                      | Dillan Chiblow, Jeffrey Michael Follis, Stewart Adam McKensy, Jason Sakaki, Connor Parnall, Jennifer Lines                              | Um jovem protistuto dois-espíritos se envolve no mundo drag |
| State of Firsts                                                            | Chase Joynt                                                                 | EUA                                                      | Documentário                                 | Sarah McBride | Sobre Sarah McBride, primeira pessoa abertamente trans a ser eleita como membro do congresso dos Estados Unidos                                                           |
| Strange Journey: The Story of Rocky Horror                                 | Linus O’Brien                                                               | EUA                                                      | Documentário                                 | Richard O'Brien, Susan Sarandon, Tim Curry, Barry Bostwick, Nell Campbell, Patricia Quinn                                               | Sobre as origens de The Rocky Horror Picture Show |
| Teacher's Pet                                                              | Sigrid Polon                                                                | Filipinas                                                | Drama, Suspense                              | Micaella Raz, Apple Dy, Gold Aceron | Um jovem chantageia sua professora após descobrir que ela é lésbica |
| The Threesome                                                              | Chad Hartigan                                                               | EUA                                                      | Comédia, Drama, Romance                      | Zoey Deutch, Ruby Cruz, Jonah Hauer-King, Jaboukie Young-White, Josh Segarra, Kristin Slaysman                                          | Um homem e duas mulheres lidam com as consequências de um ménage à troi                                                                                                   |
| Tom Daley: 1.6 Seconds                                                     | Vaughan Sivell                                                              | Reino Unido                                              | Documentário                                 | Tom Daley | Sobre o saltador olímpico Tom Daley |
| Tomorrow's Too Late                                                        | Terry Loane                                                                 | Reino Unido                                              | Documentário                                 | Dylan Holloway | A jornada de transição de gênero de Dylan Holloway, cantor britânico e ex-competidor do X-Factor                                                                          |
| Touch Me                                                                   | Addison Heimann                                                             | EUA                                                      | Ficção Científica, Terror, Comédia           | Olivia Taylor Dudley, Lou Taylor Pucci, Jordan Gavaris, Marlene Forte, Paget Brewster, Ashley Lauren Nedd                               | Dois melhores amigos co-dependentes se viciam no toque eletrizante de um alienígena narcisista que pode ou não estar tentando dominar o mundo                             |
| La tour de glace                                                           | Lucile Hadžihalilović                                                       | França, Alemanha, Itália                                 | Drama, Fantasia                              | Marion Cotillard, Clara Pacini, August Diehl, Gaspar Noé, Marine Gesbert, Lila-Rose Gilberti                                            | Inspirado pelo conto A Rainha da Neve de Hans Christian Andersen |
| Tre Fedre                                                                  | August B. Hanssen, Even Benestad                                            | Noruega                                                  | Documentário                                 | | A jornada pela paternidade de um homem trans e seus dois parceiros |
| The Trio Hall (三廳電影)                                                   | Su Hui-yu                                                                   | Taiwan                                                   | Comédia                                      | Kurt Hsiao, Chen Ching, Lai Hao-Zhe, Chia-En Yang, Chi Wai Ng, Wei-Chieh Shu                                                            | Paródia baseada na cultura televisiva taiwanesa da década de 70 |
| Twinless                                                                   | James Sweeney                                                               | EUA                                                      | Comédia                                      | Dylan O'Brien, James Sweeney, Aisling Franciosi, Lauren Graham, Tasha Smith, Chris Perfetti, François Arnaud, Susan Park, Cree Cicchino | Dois jovens iniciam uma amizade improvável e sexualmente intensa após se conhecerem em um grupo de apoio para gêmeos sem gêmeos.                                          |
| Vanilla                                                                    | Joseph A. Adesunloye                                                        | Reino Unido, Espanha                                     | Drama                                        | Yann Gael, Gabriel Winter, James Smith, Jack Hamilton, Desislav Gausa Moreno                                                            | Após uma traição, o relacionamento de um casal gay se despedaça durante uma viagem                                                                                        |
| Velvet Vision: The Story of James Bidgood and the Making of Pink Narcissus | Bart Everly                                                                 | EUA                                                      | Documentário                                 | James Bidgood, John Waters, Jonathan David Katz, Michael Lumpkin, Christian Louboutin, Joe E. Jeffreys                                  | Sobre o cineasta James Bidgood e a produção de seu filme Pink Narcissus (1971)                                                                                            |
| A Vida Secreta de Meus Três Homens                                         | Letícia Simões                                                              | Brasil                                                   | Documentário                                 | Murilo Sampaio, Giordano Castro, Guga Patriota, Nash Laila                                                                              | Três fantasmas se reúnem para questionar a identidade do Brasil |
| We Are Pat                                                                 | Rowan Haber                                                                 | EUA                                                      | Documentário                                 | Julia Sweeney, Molly Kearney, Kevin Nealon, Esther Fallick, Abby McEnany, Pink Foxx                                                     | Rowan Haber revisita e recontextualiza Pat, personagem andrógena criada 35 anos antes no programa SNL pela comediante Julia Sweeney                                       |
| The Wedding Banquet                                                        | Andrew Ahn                                                                  | EUA                                                      | Comédia, Drama, Romance                      | Lily Gladstone, Kelly Marie Tran, Bowen Yang, Joan Chen, Youn Yuh-jung                                                                  | Remake do filme de 1993 de mesmo nome |
| Wenn du Angst hast nimmst du dein Herz in den Mund und lächelst            | Marie Luise Lehner                                                          | Áustria                                                  | Drama                                        | Siena Popović, Mariya Menner, Jessica Paar, Daniel Sea                                                                                  | A relação entre uma garota e sua mãe com deficiência auditiva passa por novos desafios quando a primeira começa o ensino médio                                            |
| Wicket                                                                     | Lily Plotkin                                                                | EUA                                                      | Documentário                                 | Bboy Wicket | Sobre Bboy Wicket, breakdancer gay de São Francisco |
| Xitore Xemeka Rati                                                         | Dipankar Kashyap                                                            | Índia                                                    | Drama, Romance                               | Dipankar Roy, Anchit Udayaditya, Jit Chaliha, Trisha Saikia, Palashree Das                                                              | [ 106 ] |
| Zečji nasip                                                                | Cejen Cernic                                                                | Croácia, Lituânia, Eslovênia                             | Drama, Romance                               | Lav Novosel, Andrija Žunac, Leon Grgic, Franka Mikolaci, Tanja Smoje, Alma Prica                                                        | A vida pacata de um esportista é ameaçada pela inundação iminente de seu vilarejo e o retorno de um antigo amor proibido                                                  |